# Sharon Acevedo
Sharon Acevedo (15 de outubro de 1993) é uma jogadora de rugby sevens colombiana.

## Carreira
Sharon Acevedo integrou o elenco da Seleção Colombiana Feminina de Rugbi de Sevens, na Rio 2016, que foi 12º colocada.